# Nicolás Alejandro de Valaquia
Nicolás Alejandro (en rumano: Nicolae Alexandru) (? - 16 de noviembre de 1364) fue gobernante del principado de Valaquia entre 1352 y noviembre de 1364, después de haber sido gobernante asociado con su padre Basarab I.
En 1359, fundó la sede metropolitana ortodoxa de Valaquia.
Después de oponerse inicialmente a las presiones de convertirse en vasallo del reino de Hungría, se rindió ante el rey Luis I en 1354, y reconoció el derecho de la Iglesia católica de establecer misiones en su principado, así como el privilegio de los comerciantes sajones de Braşov de transitar por Valaquia sin pagar impuestos. En 1355 Nicolás Alejandro y el rey de Hungría llegaron a un acuerdo a cambio de Severin.
Su hija, Ana de Valaquia, se casó con el zar Iván Sracimir de Bulgaria  y se convirtió en la madre del zar Constantino II de Bulgaria y de la reina Dorotea de Bosnia.